# Дункан, Альфред
Джозеф Альфред Дункан (англ. Joseph Alfred Duncan; 10 марта 1993, Аккра) — ганский футболист, полузащитник клуба «Венеция» и сборной Ганы.

## Карьера

### Клубная
Дункан тренировался с «Интернационале» с лета 2010 года, однако официально смог присоединиться к команде только в марте 2011, после своего 18-летия. В Серии А Альфред дебютировал 26 августа 2012 года в матче против «Пескары», выйдя на замену на 86 минуте вместо Вальтера Гаргано. До конца января 2013 Дункан успел принять участие ещё в 2 матчах, а затем был отдан в аренду до конца сезона в «Ливорно», с которым завоевал право вернуться в серию А в играх плей-офф против «Эмполи».
19 июля 2014 года было объявлено о том, что ганец перешёл в «Сампдорию» на правах аренды сроком на два года, до 30 июня 2016 года. 23 июля 2015 года Дункан подписал временный контракт с «Сассуоло» с пунктом об обязательном выкупе из «Сампдории» в конце сезона за примерно 6 миллионов евро. 6 марта 2016 года Дункан забил свой первый гол за клуб в ворота «Милана». 31 января 2020 года игрок присоединился к «Фиорентине» по арендному соглашению с пунктом об обязательном выкупе. 17 января 2021 года Дункан ушёл в аренду в «Кальяри» с правом на потенциальную покупку футболиста.

### В сборной
За сборную Ганы Альфред провел один матч. Включен в заявку молодёжной сборной Ганы на Чемпионат мира 2013, на турнире провел 4 матча.